# A meztelen egyediség
A meztelen egyediség (eredeti cím: Naked Singularity) 2021-es amerikai bűnügyi thriller, melyet (elsőfilmes rendezőként) Chase Palmer rendezett. A forgatókönyvet Palmer és David Matthews írta, Sergio De La Pava 2008-as, A Naked Singularity című regénye alapján. A főbb szerepekben John Boyega, Olivia Cooke, Bill Skarsgård, Ed Skrein, Linda Lavin és Tim Blake Nelson látható.
Világpremierje 2021. április 9-én volt a San Franciscó-i Nemzetközi Filmfesztiválon. 2021. augusztus 6-án mutatták be korlátozott számban a mozik, majd 2021. augusztus 13-án a Screen Media Films forgalmazásában jelent meg VOD formátumban.

## Cselekmény
Egy fiatal védőügyvéd a kirúgás szélén áll, ezért a világegyetem összeomlásának jeleit látja maga körül. Hamarosan drogkereskedelembe keveredik.

## Szereplők
| Szerep    | Színész                  | Magyar hang         |
| --------- | ------------------------ | ------------------- |
| Casi      | John Boyega              | Szatory Dávid       |
| Lea       | Olivia Cooke             | Csuha Borbála       |
| Dane      | Bill Skarsgård           | Borbíró András      |
| Craig     | Ed Skrein                | Barabás Kiss Zoltán |
| Cymbeline | Linda Lavin              | Andresz Kati        |
| Angus     | Tim Blake Nelson         | Fekete Zoltán       |
| A Gólem   | Kyle Mooney              |                     |
| Coburn    | Robert Bogue             |                     |
| Winston   | Robert Christopher Riley |                     |
| Liszt     | Liza Colón-Zayas         |                     |
| alperes   | Robia Deville            |                     |

## A film készítése
2018 decemberében bejelentették, hogy John Boyega csatlakozott a film szereplőgárdájához, és Chase Palmer ült a rendezői székbe. A vezető producer Ridley Scott lett. Dick Wolf szintén vezető producerként működik közre. 2019 áprilisában Olivia Cooke csatlakozott a filmhez. 2019 májusában Ed Skrein és Bill Skarsgård is csatlakoztak a stábhoz.
A forgatás 2019 májusában kezdődött New Yorkban.

## Bemutató
A film világpremierje a San Franciscó-i Nemzetközi Filmfesztiválon volt 2021. április 9-én. 2021 júniusában a Screen Media Films megvásárolta a film forgalmazási jogait. Korlátozott számban 2021. augusztus 6-án került a mozikba, majd 2021. augusztus 13-án Video on Demand formátumban is megjelent.

## Fogadtatás
A Rotten Tomatoes-on a film 29%-os értékelést ért el 17 kritika alapján, és 10-ből 4,9 pontot szerzett. A Metacritic-en a film 32 pontot szerzett a 100-ból, 7 kritikus véleménye alapján.